# Audyt operacyjny
Audyt operacyjny – badanie wydajności i skuteczności systemów oraz jednostek organizacyjnych danego podmiotu gospodarczego pod względem efektywności zarządzania działalnością operacyjną. Audyt operacyjny dokonuje oceny sposobu, w jaki kierownictwo jednostki planuje swoje działania operacyjne, a następnie kontroluje realizację planów. Celem audytu jest ocena sposobu organizacji podmiotu gospodarczego pod względem efektywności i wydajności realizowanych operacji oraz formułowanie zaleceń usprawniających jego funkcjonowanie. Tak zdefiniowany audyt to również badanie systemu kontroli wewnętrznej organizacji.